# Guerra de los Agraviados

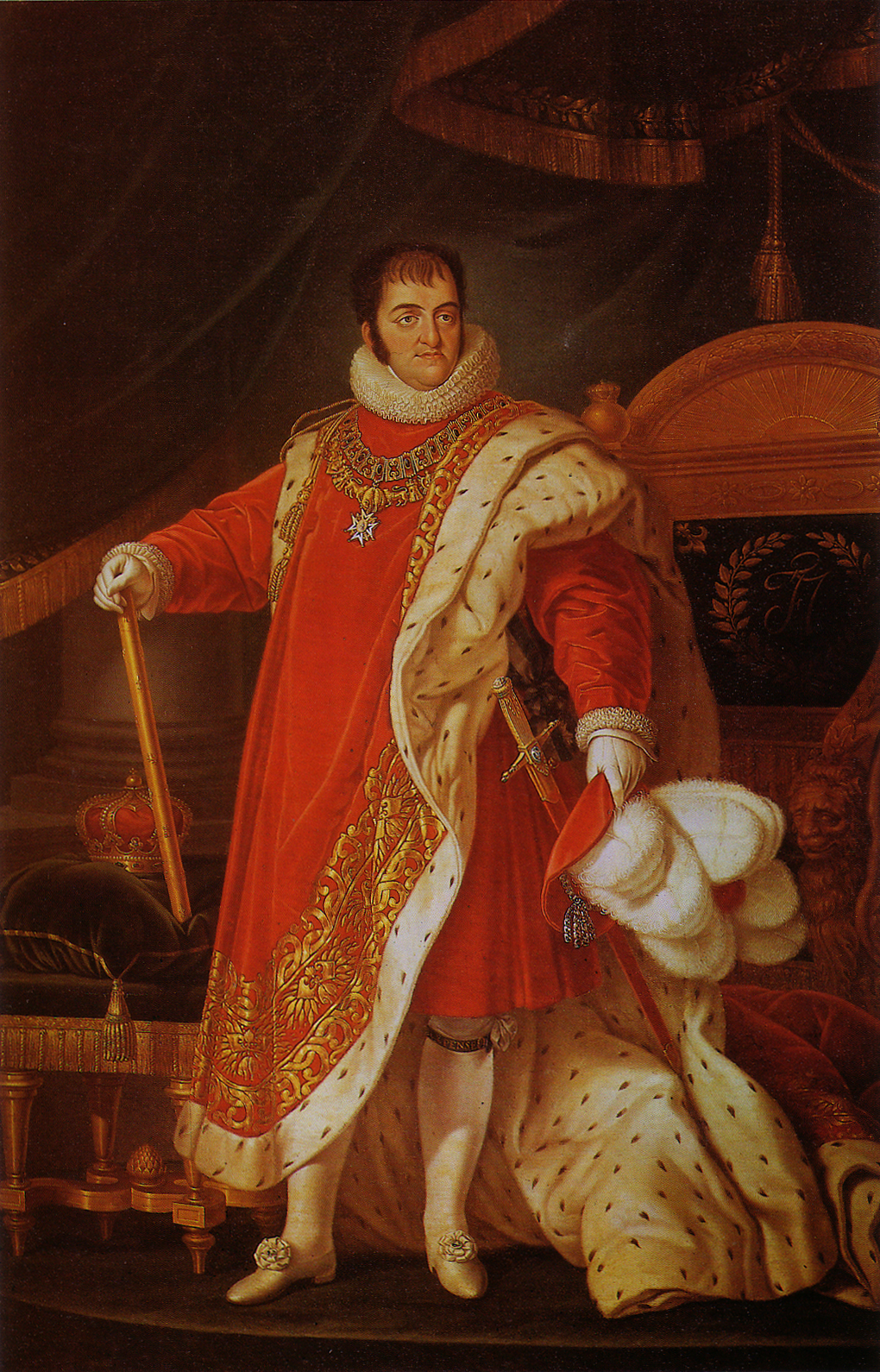
Fernando VII, cuadro de Luis de la Cruz y Ríos.

La Guerra de los Agraviados (Guerra dels Malcontents, en catalán) fue un levantamiento «ultraabsolustista» que se desarrolló entre marzo y octubre de 1827 en Cataluña y, en menor medida, en Valencia, Aragón, País Vasco y Andalucía. Los agraviados se alzaron en contra del gobierno absolutista «reformista» que supuestamente tenía «secuestrado» al rey Fernando VII. Los insurrectos, en su mayoría campesinos y artesanos, llegaron a movilizar en Cataluña entre 20 000 y 30 000 hombres y a mediados de septiembre ocupaban la mayor parte del Principado. Los dirigentes de la rebelión eran antiguos oficiales realistas del «ejército de la fe» que habían combatido junto con el ejército francés de los Cien Mil Hijos de San Luis que invadió España para acabar con el régimen constitucional del Trienio. Para poner fin a la rebelión Fernando VII se tuvo que desplazar a Cataluña para demostrar que gozaba de plena libertad y de esta forma los rebeldes depusieron las armas.
Esta revuelta constituyó el antecedente más directo de las guerras carlistas.

## Antecedentes
Así como en el Trienio Liberal (1820-1823) se produjo la escisión de los liberales entre «moderados» y «exaltados», durante la Década Ominosa (1823-1833) fueron los absolutistas los que se dividieron entre absolutistas «reformistas» —partidarios de «suavizar» el absolutismo siguiendo las advertencias de la Cuádruple Alianza y de la Francia borbónica restaurada— y los absolutistas «ultras» o «apostólicos»  que defendían la restauración completa del absolutismo, incluyendo el restablecimiento de la Inquisición que el rey Fernando VII, presionado por las potencias europeas, no había repuesto tras su abolición por los liberales durante el Trienio. Los «ultras» o «apostólicos», también llamados «ultrarrealistas» o «ultraabsolutistas», tenían en el hermano del rey, Carlos María Isidro de Borbón —heredero al trono porque Fernando VII después de tres matrimonios no había conseguido tener descendencia— a su principal valedor, por eso también se les llamó en ocasiones «carlistas». Tras las insurrecciones de Joaquín Capapé (1824) y de Jorge Bessières (1825), este fue el conflicto más grave que protagonizaron los ultraabsolutistas. 

## Historia

### El levantamiento

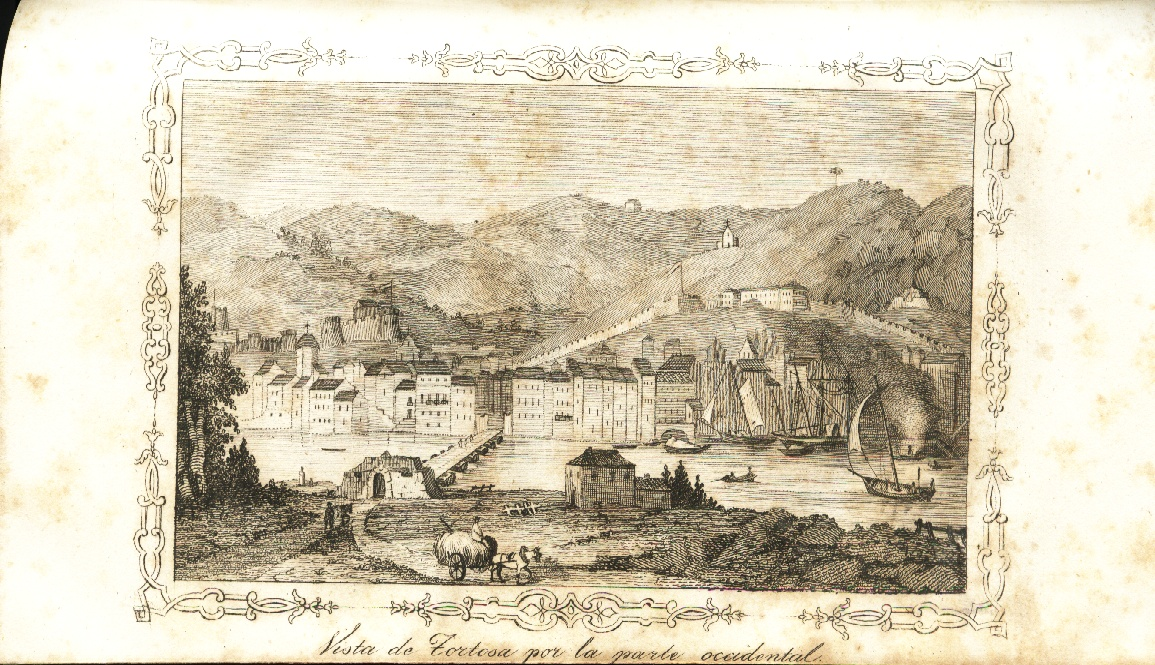
Tortosa, capital de las Tierras del Ebro, donde surgieron las primeras partidas de los «agraviados»

En marzo de 1827 se constituyeron por las Tierras del Ebro las partidas encabezadas por el coronel Trillas y el capitán Salvador Llovet que fracasaron en su intento de tomar Tortosa en la madrugada del 12 de ese mes y fueron rápidamente derrotadas. Trillas y Llovet serían fusilados a principios de abril. Según informó el cónsul francés en Barcelona estas partidas llevaban «una bandera en que se ve al rey Fernando cabeza abajo y un ángel exterminador que pisa a un negro [a un liberal] y lo atraviesa con su espada. Su grito de guerra es “¡Viva el rey Carlos V, viva la santa Inquisición, fuera los franceses”». Según un informe oficial se trataba de una protesta de oficiales «de quienes se decía que la calificación de sus servicios en las filas realistas los había descontentado, así como la dilación con que recibían sus pagas». El 1 de abril Narcís Abrés se sublevaba cerca de Gerona, extendiéndose la rebelión por el norte de Cataluña.

El escenario principal de la guerra fue la Cataluña Central, integrada por las comarcas de Bages (capital Manresa), Berguedá (capital Berga), Moyanés (capital Moyá), Solsonés (capital Solsona), Osona (capital Vich) y el norte de Noya (capital Igualada), y las comarcas vecinas de Segarra (capital Cervera) y La Garrocha (capital Olot), además del Alto Campo (capital Valls) y el Bajo Campo (capital Reus).

El levantamiento llegó a su apogeo en verano, «siguiendo la evolución de las labores de la siega, al término de las cuales muchos jornaleros se unían a unas partidas que pagaban un buen sueldo, lo que demuestra que los organizadores contaban con recursos abundantes», ha afirmado Josep Fontana. Un mando francés informó a su gobierno que los sublevados «tienen prensas litográficas y distribuyen proclamas; los oficiales llevan nombramientos e instrucciones impresas, y reciben un sueldo que no proviene exclusivamente de las contribuciones que cobran». El 31 de julio Josep Busoms (‘Jep dels Estanys’) uno de los líderes de los que se comenzaban a conocer como realistas «agraviados», lanzaba una proclama desde Berga ―Busoms se atribuyó a sí mismo el título de conde de Berga―:

No, españoles, no; no son nuestras quejas y clamores contra nuestro Rey; tampoco intentamos que renuncie en modo alguno el Gobierno. Nuestros clamores se dirigen contra esa chusma infernal que después de haber sido hijos infieles a la patria… han logrado apoderarse de los empleos y destinos, chupar con abundancia la sangre de los que antes no pudieron inmolar.

Como ha advertido Josep Fontana, «se abandonaban ahora las consignas a favor del infante don Carlos, y el levantamiento se justificó con el argumento de que el rey estaba preso en la corte, en poder de los masones y de los revolucionarios, que eran quienes realmente gobernaban». «El fin de nuestra gloriosa alarma es que nuestro amado monarca Fernando VII se vea libre de varios individuos masones que con maña y sagacidad han sabido conservar o apoderarse del Gobierno», proclamó en Vic Josep Clarà, uno de los dirigentes de la rebelión. A mediados de septiembre los insurrectos ocupaban ya la mayor parte del Principado de Cataluña. Los dirigentes de la rebelión eran antiguos oficiales realistas del «ejército de la fe» que había combatido junto con el ejército francés de los Cien Mil Hijos de San Luis que invadió España para acabar con el régimen constitucional del Trienio. En un informe francés de agosto de 1827 se decía:

Desde el pasado mes de marzo Cataluña está entregada a perturbaciones que, habiendo comenzado parciales y aisladas, han tomado más tarde cierto aumento y se desarrollan de manera tan amenazadora que hay que temer que muy pronto cubran la provincia entera. […] Al comienzo los gritos de los rebeldes eran: “Viva Carlos quinto, viva la Inquisición, muerte a los negros [los liberales], fuera los franceses”. Al pasar del sur al norte la sedición los ha cambiado y ahora son: “Viva el rey absoluto, viva la Inquisición, fuera la policía y los sectarios”. […] Tomaban antes el nombre de “carlistas”; actualmente se llaman “realistas agraviados”. El triunfo de la religión, el restablecimiento de la inquisición y la muerte de los negros: he aquí lo que es común a los facciosos del sur y del norte, a los de ayer y a los de hoy.

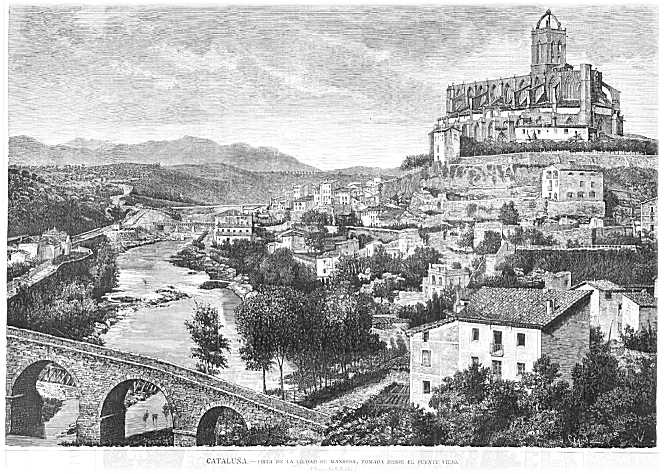
Manresa, capital de la rebelión de los «agraviados».

El 28 de agosto constituyeron en Manresa, tomada días antes y convertida a partir de entonces en la capital de la rebelión, una “Junta superior provisional de gobierno del Principado”, integrada por cuatro vocales (dos clérigos y dos seglares) y presidida por el coronel Agustín Saperes, llamado «Caragol», quien en un bando del 9 de septiembre insistía en la fidelidad al rey Fernando. La proclama, dirigida a los «españoles buenos», comenzaba diciendo: «Ha llegado ya el momento en que los beneméritos realistas vuelvan a entrar en una lucha más sangrienta quizás que la del año veinte». A continuación tomaron las localidades de Vic, Cervera, Solsona, Berga, Olot, Valls y Reus ―esta última por Joan Rafí Vidal, acompañado de un grupo de bandoleros encabezados por el “padre Puñal”― y pusieron cerco a Gerona, que mantendrían durante un mes. Editaron en Manresa a partir del 4 de septiembre el periódico El Catalán realista en cuyo número del 6 de ese mes aparece el lema de la insurrección: «Viva la Religión, viva el Rey absoluto, viva la Inquisición, muera la Policía, muera el Masonismo y toda la secta impía». Para legitimar la rebelión alegaban que el rey Fernando VII estaba «secuestrado» por el gobierno por lo que su objetivo era «sostener la soberanía de nuestro amado rey Fernando», aunque se dieron vivas a «Carlos Quinto», el hermano menor del rey y heredero al trono, que compartía el ideario «ultra».
Un informe francés relataba el impacto que estaba teniendo la rebelión en Cataluña:

Reina en toda la provincia una agitación general. Las comunicaciones ofrecen cada día menos seguridad, las operaciones comerciales han cesado en buena medida y la industria, que necesita la paz para poder desarrollarse, está en una languidez total. Los intercambios entre el litoral y el interior están detenidos: todo es estancamiento, y sólo las grandes poblaciones disfrutan de tranquilidad.

### La respuesta del gobierno: el viaje de Fernando VII a Cataluña y la represión

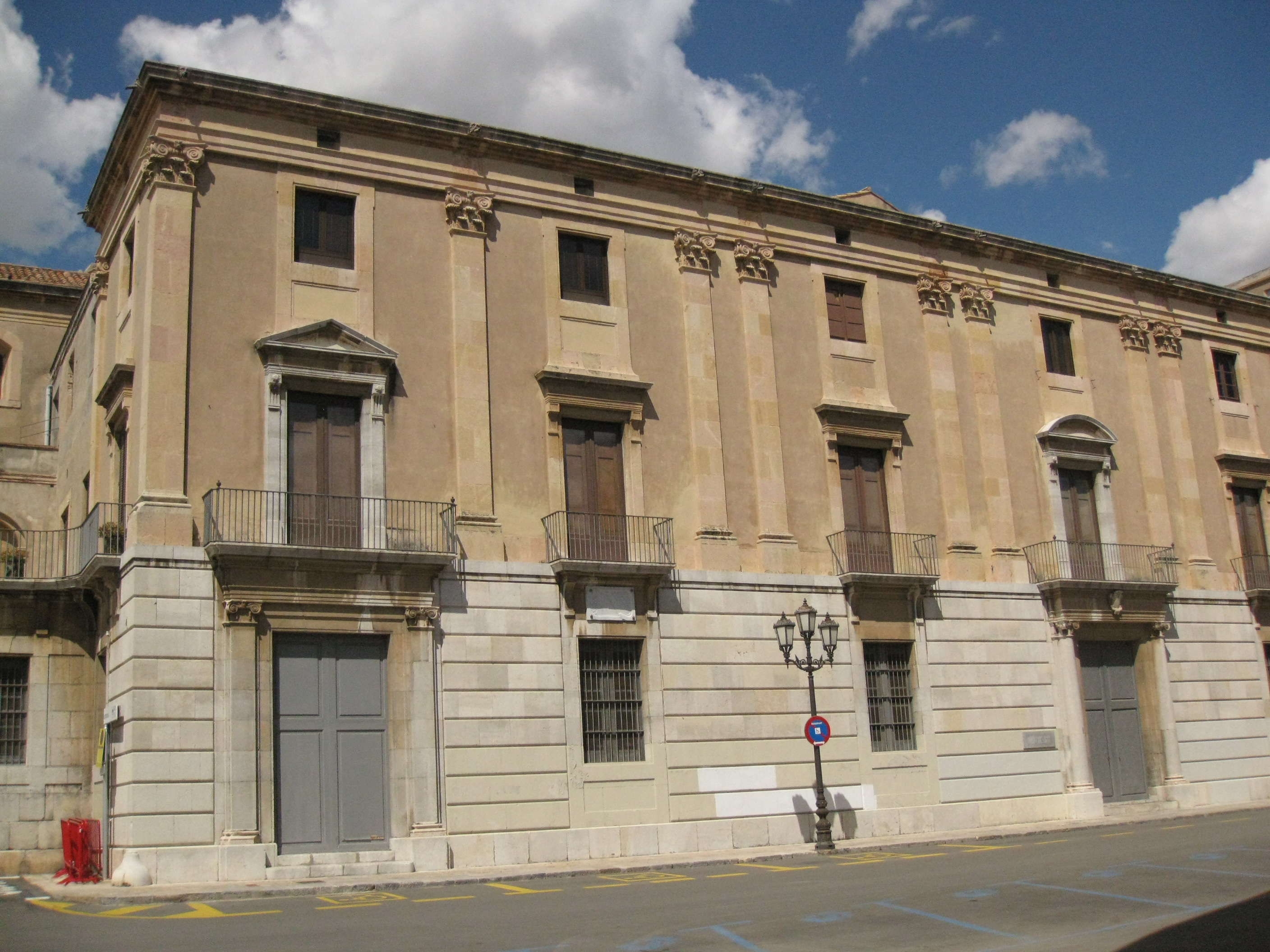
Palacio arzobispal de Tarragona. Allí firmó Fernando VII el Manifiesto para poner fin a la rebelión de los «agraviados».

Ante la magnitud de la rebelión y su extensión fuera de Cataluña el gobierno decidió enviar un ejército al Principado, con el notorio absolutista conde de España al frente como nuevo capitán general, en sustitución del marqués de Campo Sagrado, y dotado de amplios poderes ―como el de juzgar a los sublevados en consejo de guerra sin tener en cuenta el fuero de militares y de clérigos―, y, al mismo tiempo, organizar una visita del rey al Cataluña (a donde llegó, vía Valencia, a finales de septiembre acompañado de un único ministro, el «ultra» Francisco Tadeo Calomarde) para disipar toda duda acerca de su supuesta falta de libertad y para que exhortara a los sublevados a que depusieran las armas (el motivo oficial era: «examinar por mí mismo las causas que han producido las inquietudes de Cataluña»). Se ha afirmado que la idea de que Fernando VII viajara a Cataluña surgió de los propios sublevados deseosos de hacerle llegar personalmente al rey las razones de su rebelión ya que estaban convencidos de que en cuanto las conociera cambiaría de gobierno y de política (así se aseguraba en El Catalán Realista: «que si tenemos la dicha de ver al Rey, y que con franqueza y libre de lazos masónicos le podamos hablar la verdad, todo quedará tranquilo…»). El 28 de septiembre se hizo público un Manifiesto de Fernando VII desde el Palacio arzobispal de Tarragona en el que decía:

Ya estoy entre vosotros según os lo ofrecí por mi Decreto de diez y ocho de este mes [de septiembre]; pero sabed que como Padre voy a hablar por última vez a los sediciosos el lenguaje de la clemencia, dispuesto todavía a escuchar las reclamaciones que me dirijan desde sus hogares, si obedecen mi voz; [...] Ya veis desmentidos con mi venida los vanos y absurdos pretextos con que hasta ahora han procurado cohonestar su rebelión. Ni yo estoy oprimido, ni las personas que merecen mi confianza conspiran contra nuestra Santa Religión, ni la Patria peligra, ni el honor de mi Corona se haya comprometido, ni mi Soberana autoridad es coartada por nadie.

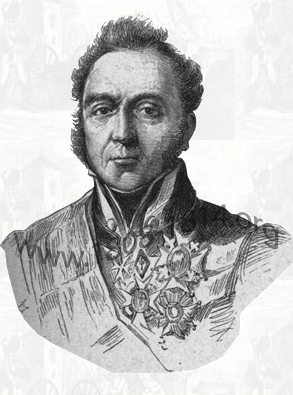
Retrato del general Carlos de España de Cominges de Couserans y de Foix, conde de España, que dirigió la dura represión contra los «agraviados».

El efecto del Manifiesto fue inmediato y provocó la rendición o la desbandada de muchos de los insurgentes. A los pocos días Manresa, Vic, Olot y Cervera se entregaron sin resistencia. Aunque la rebelión aún continuaría durante algunos meses, a mediados de octubre se podía dar por acabada. Durante ese tiempo, como ha señalado Juan Francisco Fuentes, «la represión actuó de forma implacable sobre los sublevados, con ejecuciones sumarias y detención de sospechosos tanto en Cataluña como en el resto de España, donde el levantamiento contaba con numerosos partidarios». La represión en Cataluña la dirigió el conde de España, «un personaje desequilibrado», según Josep Fontana, que también la extendió a los liberales, tras el abandono de Cataluña por parte de las tropas francesas que hasta entonces les habían protegido. El rey al conocer los métodos brutales que estaba utilizando el conde de España comentó: «Ello será loco, pero para estas cosas no hay otro».
«Los catalanes tardarían en olvidar la dureza practicada por el conde de España en la represión de los sublevados», ha afirmado Emilio La Parra López. A lo largo del mes de noviembre los líderes de la revuelta fueron fusilados (de espaldas como traidores), entre ellos Joan Rafí Vidal y Narcís Abrés. En febrero de 1828 fue el turno de Josep Busoms, fusilado en Olot. Cientos de «agraviados» fueron condenados a penas de prisión o deportados a Ceuta, y los eclesiásticos más comprometidos fueron recluidos en conventos muy alejados Cataluña ―también fue el caso de la famosa «ultra» Josefina de Comerford, gran animadora de la revuelta, que fue confinada en un convento de Sevilla―.

## Los protagonistas de la rebelión

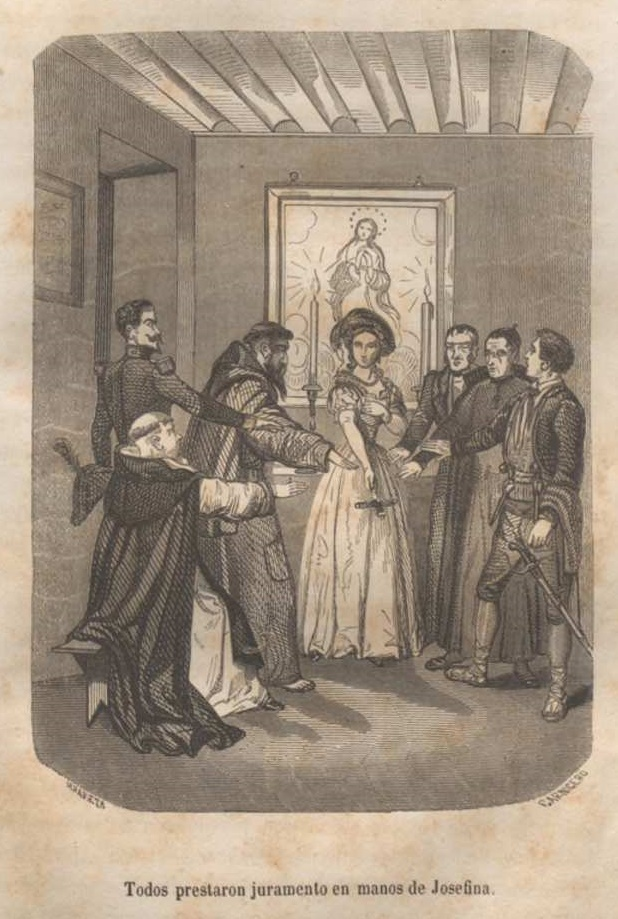
Ilustración de Vicente Urrabieta y Carnicero para la novela de Francisco José Orellana, El conde de España o La inquisición militar, Madrid, Librería de León Pablo, 1856. El pie de la imagen dice: «Todos prestaron juramento en manos de Josefina» en referencia a Josefina de Comerford, considerada como una de las instigadoras del levantamiento de los agraviados. En un informe se decía que «deseosa de ocupar un lugar entre las mujeres célebres, guiada por su imaginación exaltada y romántica, se convierte en un tribuno del pueblo, excita la turbación, admite los conjurados en su casa, dirige sus planes y los anima con su propio valor».

Juan Francisco Fuentes ha señalado las coincidencias del levantamiento de los «agraviados» con las intentonas «ultras» anteriores: «el protagonismo de clero más radical, de los voluntarios realistas y de los “oficiales ilimitados” [jefes de partidas realistas que no fueron incorporados al Ejército tras el fin del régimen constitucional en 1823], que actuaron al frente de sus partidas guerrilleras, reorganizadas para la ocasión. Tuvo gran importancia de nuevo el malestar que la crisis económica provocaba en amplios sectores populares, que participaron activamente en la rebelión contra el gobierno». Esto último también ha sido destacado por Rafael Sánchez Mantero: «Los participantes [en la rebelión] eran campesinos humildes y gente sencilla que se quejaba de los abusos de la administración y de las arbitrariedades de la Hacienda. La denuncia de una administración en manos de masones y de negros [liberales] era frecuente en las filas de los agraviados. Este malestar fue aprovechado por los elementos más exaltados del realismo para intentar la rebelión». Ángel Bahamonde y Jesús A. Martínez coinciden: «Se trata de capas sociales ligadas al mundo campesino y al mundo de los oficios en declive (artesanado de las comunidades rurales y pequeños núcleos urbanos,), sectores resistentes a las reformas…, a los que se añaden los clérigos, y oficiales vinculados al voluntariado… Capas populares que tienen como referente al Rey legítimo para mantener la estabilidad de un mundo de corte estamental que se agota…». Josep Fontana subraya «la estrecha relación que existe entre malestar campesino y revuelta ultra» y cita un informe de la Superintendencia General de Policía que decía lo siguiente:

La población de las montañas es únicamente agrícola; el llano y los puertos son manufactureros y comerciantes. […] Los campesinos, más simples y menos susceptibles de dejarse seducir por la ambición de falsas teorías, han permanecido siempre vinculados a la antigua monarquía. Habiendo visto sus campos asolados y sus cosechas devoradas por los ejércitos constitucionales, les tienen un odio justo e implacable. […] De entre esos hombres sale la mayor parte de voluntarios realistas de la provincia, y sus intenciones hostiles contra la población del llano, compuesta por ricos fabricantes y comerciantes, aumenta de día en día, porque estos tienen siempre empleo y disfrutan de una existencia agradable, mientras los tristes trabajadores de la montaña sufren la miseria más horrible.

### El papel del clero

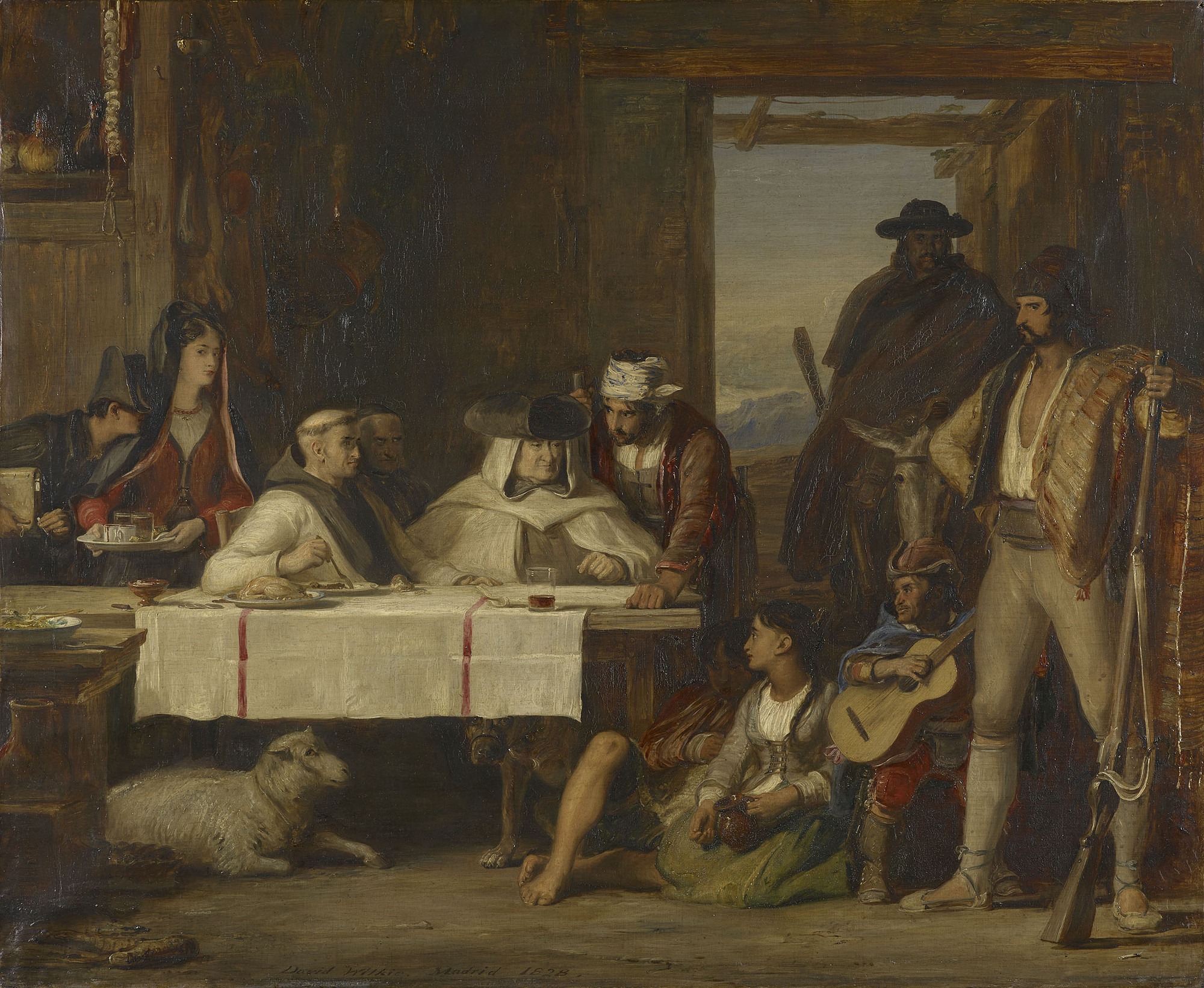
Cuadro de David Wilkie, que estuvo en España entre octubre de 1827 y junio de 1828. Representa la reunión en una posada del mando de un grupo guerrillero (¿de los «agraviados»?) entre los que se encuentra un fraile.

La rebelión había contado con el apoyo del clero catalán, que la había alentado, legitimado y financiado, pero en cuanto llegó el rey a Tarragona se pasó al bando contrario y casi todos los obispos condenaron a los «agraviados» e hicieron llamamientos para que depusieran las armas. Algunos clérigos intentaron justificarse echándole la culpa a la masonería. Este fue el caso de los profesores de la Universidad de Cervera que publicaron la siguiente poesía:

El francmasón taimado
 hizo creer que el Solio peligraba, 
 y el realista airado
 ceba el fusil; pero al ver que erraba, 
 y es libre el soberano, 
 deja al pronto las armas de su mano.

Uno de los líderes de la revuelta, Narcís Abrés, Pixola o el carnicer, denunció en una proclama del 27 de septiembre el cambio de posición de los obispos catalanes sobre la revuelta:

Tiempo es ya de romper mi silencio para vindicarme… de la calumnia con que nos acusan todos los obispos del Principado en sus respectivas pastorales, atribuyendo nuestros heroicos hechos a ser obra de sectarios jacobinos… Alguno de estos mismos prelados saben bien que [a] los que ahora llaman cabecillas desnaturalizados nos hicieron saber palpablemente que el rey se había hecho sectario, y que, si no queríamos ver la religión destruida, debía elevarse al trono al infante don Carlos. […] Y ¿qué es lo que han hecho? Dejarnos en la estacada sin salir en nuestra ayuda los que estaban conformes, porque ven el peligro y no quieren esponerse [sic] a perder sus pingües prebendas y destinos. […] Aquí tenéis descubierto el plan de los que vilipendiaron llamándonos seducidos por los negros [los liberales].

## Consecuencias
Ángel Bahamonde y Jesús A. Martínez han subrayado que el fracaso de los «agraviados» marcó «un nuevo rumbo en los realistas». «Sintiéndose defraudados por un Rey legítimo que representaba sus principios y querían defender, la proclividad hacia la alternativa del Infante [don Carlos] empezó a tomar cuerpo». Josep Fontana ya lo había apuntado: tras el fracaso de la insurrección «el peso de la acción pasa a las conspiraciones en la corte».

### El largo viaje de Fernando VII de regreso a la corte
El rey permaneció en Cataluña hasta el 9 de marzo de 1828 ―la mayor parte del tiempo residió en Barcelona, tras haber abandonado la ciudad las tropas francesas; «en mi vida he visto más gente ni más entusiasmo», escribió el rey sobre cómo los recibieron los barceloneses a él y a la reina―, recorriendo a continuación junto con la reina María Josefa Amalia Aragón, Navarra y el País Vasco para volver al Palacio de la Granja (Segovia) el 31 de julio de 1828 atravesando Castilla la Vieja. La entrada triunfal en Madrid se produjo el 11 de agosto y los festejos se prolongaron durante cuatro días, aunque parece que la población mostró menos entusiasmo que en 1808 o en 1814 ―los «ultras» no tenían nada que celebrar tras la derrota de los «agraviados»―. Este largo viaje de más de diez meses ha sido interpretado por Ángel Bahamonde y Jesús A. Martínez «como un acto de afirmación sobre su persona», ante el creciente apoyo que estaba teniendo su hermano don Carlos entre los «ultras». Emilio La Parra ha señalado que «Fernando VII entendió que la prolongación del viaje [iniciado en Cataluña] era un instrumento excelente para mejorar su imagen en el interior y en el exterior… El éxito ante los rebeldes catalanes pudo convencerle de que su presencia entre sus súbditos era un instrumento eficacísimo, que sólo podía reportarle beneficios personales». De hecho «los habitantes de todas las poblaciones visitadas, junto a los desplazados desde lugares próximos para la ocasión, recibieron a los reyes con aclamaciones y grandes muestras de regocijo». En la relación oficial del viaje, que incluía la estancia en Cataluña y que fue redactada bajo la supervisión de Calomarde, se resumía así el resultado obtenido por Fernando VII:

Extinguió la discordia civil, aseguró la paz, reanimó la industria, guarneció de tropas [españolas] las plazas de su reino, castigó la traición, disimuló los extravíos y dio motivos a la fidelidad y afecto de sus vasallos.

## Debate entre historiadores sobre elManifiesto de los Realistas puros
Desde enero de 1827 circuló clandestinamente por toda España un Manifiesto de la Federación de los Realistas puros a los Españoles que fue utilizado por los «agraviados». El historiador Julio Aróstegui ha puesto en duda la autoría del Manifiesto, firmado en Madrid el 1 de noviembre de 1826 y en el que se pedía el derrocamiento «del estúpido y criminal Fernando de Borbón» en favor de su hermano, afirmando que en la literatura realista siempre se había salvado la figura del Rey y que estas descalificaciones no eran propias de ellos, y cree que este documento pudo haber sido elaborado por los liberales exiliados para provocar trastornos en el seno de la familia real; sin embargo, aunque la autoría no fuera realista, el hecho es que este documento se utilizó por ellos. En él se presenta por primera vez la idea de la doble legitimidad, que pudo ser acuñada en Portugal y será invocada por los carlistas españoles. Se distingue la legitimidad de origen (la que corresponde por herencia) y la legitimidad de ejercicio; hay que destronar a Fernando VII que es legítimo de origen, pero no por su ejercicio, ya que no cumple el programa de gobierno de los realistas puros: esta idea será la que recogen los "agraviados".
Ángel Bahamonde y Jesús A. Martínez comparten la valoración de Julio Aróstegui de que se trata de una «provocación» liberal, aunque reconocen que «no era una novedad la proclamación del infante Carlos como rey». «Su terminología y connotaciones se distancian de los escritos realistas: se justifica la sublevación de 1820, no invoca a los realistas ni al voluntariado sino a la "honrada masa del pueblo español", y lo verdaderamente inédito es el ataque, con tono despreciativo y ofensivo, al Rey, cuando la publicística realista atacaba a los servidores del Rey y no a su persona, siempre legítima en sus actos. Este Manifiesto no era realista, y su autoría puede relacionarse desde con los liberales en el exilio hasta con grupos relacionados con la crisis portuguesa». El 1 de marzo de 1827 la Gaceta publicaba una «Real Orden comunicada al Gobernador del consejo para que persiga a los que expendan o retengan el infame libelo que se cita». También comparte la valoración de Aróstegui Emilio La Parra López, que afirma que «el Manifiesto no fue obra de los realistas, ni existió esa Federación de Realistas Puros que reza el título». Señala que fue impreso fuera de España y que fue introducido vía Gibraltar.
Por su parte Josep Fontana ha conseguido reconstruir el proceso de falsificación, cuya idea atribuye al financiero liberal valenciano exiliado Vicente Bertran de Lis: «Hacia el mes de julio [de 1827], Bertran de Lis fue expulsado de Francia a petición del gobierno español, y se instaló en Bruselas, donde con la ayuda de algunos liberales, editó el Manifiesto, del cual se decía que se había realizado otra impresión en Londres y que se proponían distribuirlo ampliamente por España. Ramón César de Conti ―un militar liberal exaltado que estaba a sueldo de la policía de Fernando VII― fue el encargado de llevarlos a Gibraltar y de distribuirlos después por la costa, hasta Barcelona, desde una embarcación a vapor (de regreso alardearía de haber influido en el inicio de la guerra de los Agraviados)». Por otro lado Fontana también señala que el gobierno también lo consideró una manipulación liberal. «El propio Calomarde [Secretario del Despacho de Gracia y Justicia] denunció en la Gaceta este panfleto liberal, "impreso en octavo en quatro hojas de papel y letra extrangera", y calificó de absurda la suposición de que hubiese una "facción compuesta por todas las clases que más sacrificios han hecho para la defensa del trono legítimo y de la soberanía de S.M." dispuesta a destronar a Fernando y, todavía más, que alguien pensase que a ello se podía prestar Carlos, "fiel hermano e inseparable compañero de S.M. en todas sus desgracias"».